# Omar Fayed
Omar Fayed Abdelwahab El Rakhawy (in arabo عمر فايد‎?; al-Manufiyya, 4 luglio 2003) è un calciatore egiziano, difensore dell'Arouca in prestito dal Fenerbahçe.

## Carriera

### Club
Fayed è cresciuto nel settore giovanile dell'Al-Mokawloon, dove ha debuttato nel corso della stagione 2021-2022 di Prima Lega, contro il Misr Lel Makasa. 
Il 16 agosto 2023 è stato acquistato a titolo definitivo dal Fenerbahçe ed il 15 settembre seguente è stato ceduto in prestito per una stagione al Novi Sad in Serbia.
Il 7 settembre 2024 passa in prestito al Beerschot.
Il 14 agosto 2025 passa in prestito all'Arouca.

### Nazionale
Ha giocato nelle nazionali giovanili egiziane Under-20 ed Under-23.
Nel 2024 ha partecipato ai Giochi Olimpici di Parigi.

## Statistiche

### Presenze e reti nei club
Statistiche aggiornate al 31 maggio 2024.
| Stagione        | Squadra         | Campionato      | Campionato | Campionato | Coppe nazionali | Coppe nazionali | Coppe nazionali | Coppe continentali | Coppe continentali | Coppe continentali | Altre coppe | Altre coppe | Altre coppe | Totale | Totale | Totale |
| Stagione        | Squadra         | Comp            | Pres       | Reti       | Comp            | Pres            | Reti            | Comp               | Pres               | Reti               | Comp        | Pres        | Reti        | Pres   | Reti   |        |
| --------------- | --------------- | --------------- | ---------- | ---------- | --------------- | --------------- | --------------- | ------------------ | ------------------ | ------------------ | ----------- | ----------- | ----------- | ------ | ------ | ------ |
| 2021-2022       | Al-Mokawloon    | 1L              | 3          | 0          | CE              | 1               | 0               |                    | -                  | -                  |             | -           | -           | 4      | 0      |        |
| 2022-2023       | Al-Mokawloon    | 1L              | 25         | 0          | CE              | 0               | 0               |                    | -                  | -                  |             | -           | -           | 25     | 0      |        |
| 2023-2024       | Novi Pazar      | SL              | 18         | 0          | CS              | 3               | 0               |                    | -                  | -                  |             | -           | -           | 21     | 0      |        |
| Totale carriera | Totale carriera | Totale carriera | 56         | 0          |                 | 4               | 0               |                    | -                  | -                  |             | -           | -           | 60     | 0      |        |